# جی دانلی
جی دانلی (انگلیسی: JJ Donnelly؛ زادهٔ ۶ مارس ۱۹۹۷) بازیکن فوتبال است.